# Sedum andegavense
Orpin d'Angers, Vermiculaire d'Angers
Espèce
L'Orpin d'Angers ou Vermiculaire d'Angers (Sedum andegavense) est une espèce de plantes de la famille des Crassulacées.